# UTC+00:20
UTC+00:20은 협정 세계시보다 20분 빠른 동경 5도를 기준으로 하고 있는 시간대이다.

## 시간대
1909년부터 1940년까지 네덜란드에서 사용된 표준시이다. 암스테르담시 또는 더치시로도 부른다. 정확히는 1909년 5월 1일부터 1937년 7월 1일까지 GMT +0시 19분 32.13초, 간략하게 GMT +0시 20분이었다. 제2차 세계 대전에서 독일이 네덜란드를 점령했을 때 베를린 표준시가 적용되었고, 그 이후에도 계속 유지되었다. +0시 19분 32.13초의 시차가 생긴 이유는 시간대가 암스테르담에 있는 서교회(베스테르케르크, Westerkerk) 탑(4° 53' 01.95" E)의 평균 태양시를 중심으로 적용되었기 때문이다.